# Stockholmsledet
Stockholmsledet is een plaats in de gemeente Karlshamn in het landschap Blekinge en de provincie Blekinge län in Zweden. De plaats heeft 135 inwoners (2005) en een oppervlakte van 12 hectare.